# Persone di nome Thomas/Scrittori
| Questa pagina contiene informazioni ricavate automaticamente dalle voci biografiche con l'ausilio del template Bio e di un bot. L'aggiornamento è periodico e automatico e ricostruisce completamente la pagina. Se manca una persona in questa lista, sei pregato di non aggiungerla, ma accertati piuttosto che la sua voce biografica contenga il template Bio e che i dati anagrafici siano correttamente compilati. Se il template Bio manca, inseriscilo tu stesso o, in alternativa, metti l'avviso {{tmp\|Bio}} che ne segnala la mancanza. Se i dati riportati sono sbagliati, correggi direttamente la voce biografica; le modifiche saranno visibili in questa lista entro pochi giorni. Per chiarimenti vedi il progetto antroponimi. La lista contiene solo le 72 persone che sono citate nell'enciclopedia e per le quali è stato implementato correttamente il template Bio. Pagina aggiornata al 23 feb 2025. |

Questa è una lista di persone presenti nell'enciclopedia che hanno il nome Thomas e sono scrittori.

## A(2)
- Thomas Bailey Aldrich, scrittore e poeta statunitense (Portsmouth, n. 1836 - Boston, † 1907)
- Thomas Amory, scrittore irlandese (n. 1691 - † 1788)

## B(9)
- Thomas Baskerville, scrittore e botanico inglese (n. 1812 - Londra, † 1840)
- Thomas Berger, scrittore statunitense (Cincinnati, n. 1924 - Nyack, † 2014)
- Thomas Bernhard, scrittore, drammaturgo e poeta austriaco (Heerlen, n. 1931 - Gmunden, † 1989)
- Thomas Blatt, scrittore polacco (Izbica, n. 1927 - Santa Barbara, † 2015)
- Michael Bond, scrittore inglese (Newbury, n. 1926 - Londra, † 2017)
- Thomas Brasch, scrittore, poeta e drammaturgo tedesco (Westow, n. 1945 - Berlino, † 2001)
- Thomas Alexander Browne, scrittore australiano (Londra, n. 1826 - Melbourne, † 1915)
- Thomas Brussig, scrittore tedesco (Berlino Est, n. 1964)
- Thomas Bulfinch, scrittore statunitense (Newton, n. 1796 - † 1867)

## C(5)
- Hall Caine, scrittore e drammaturgo britannico (Runcorn, n. 1853 - Greeba Castle, † 1931)
- Tom Clancy, scrittore, sceneggiatore e autore di videogiochi statunitense (Baltimora, n. 1947 - Baltimora, † 2013)
- Thomas H. Cook, scrittore statunitense (Fort Payne, n. 1947)
- Thomas Coryat, scrittore inglese (Crewkerne, n. 1577 - Surat, † 1617)
- Thomas P. Cullinan, scrittore e sceneggiatore statunitense (Cleveland, n. 1919 - Cleveland Heights, † 1995)

## D(5)
- Thomas Davis, scrittore, poeta e giornalista irlandese (Mallow, n. 1814 - Dublino, † 1845)
- Thomas Dekker, scrittore e drammaturgo inglese (Londra - † 1632)
- Thomas Deloney, scrittore inglese (n. 1543 - † 1600)
- Thomas B. Dewey, scrittore statunitense (Elkhart, n. 1915 - Tempe, † 1981)
- Thomas M. Disch, scrittore e poeta statunitense (Des Moines, n. 1940 - New York, † 2008)

## E(1)
- Thomas Enger, scrittore e giornalista norvegese (Oslo, n. 1973)

## F(3)
- Thomas Flanagan, scrittore statunitense (Greenwich, n. 1923 - Berkeley, † 2002)
- Tom Franklin, scrittore statunitense (Dickinson, n. 1963)
- Thomas Fuller, scrittore, medico e storico inglese (Rosehill, n. 1654 - † 1734)

## G(3)
- Thomas Geve, scrittore e ingegnere israeliano (Stettino, n. 1929 - Haifa, † 2024)
- Thomas Glavinic, scrittore austriaco (Graz, n. 1972)
- Thomas Greanias, scrittore statunitense (Chicago, n. 1965)

## H(8)
- Thomas Chandler Haliburton, scrittore canadese (Windsor, n. 1796 - Isleworth, † 1865)
- Thomas Harding, scrittore e giornalista britannico (n. 1968)
- Thomas Hauser, scrittore statunitense (New York, n. 1946)
- Thomas Heggen, scrittore statunitense (Fort Dodge, n. 1918 - New York, † 1949)
- Thomas Hettche, scrittore tedesco (Treis, n. 1964)
- Tom Holland, scrittore, storico e sceneggiatore britannico (Oxford, n. 1968)
- Thomas Hughes, scrittore, politico e avvocato britannico (Uffington, n. 1822 - Brighton, † 1896)
- Thomas Hürlimann, scrittore svizzero (Zugo, n. 1950)

## J(1)
- Thom Jones, scrittore statunitense (Aurora, n. 1945 - Olympia, † 2016)

## K(3)
- Thomas Keneally, scrittore, drammaturgo e attore australiano (Sydney, n. 1935)
- Nigel Kneale, scrittore, sceneggiatore e attore mannese (Barrow-in-Furness, n. 1922 - Londra, † 2006)
- Thomas Peter Krag, scrittore norvegese (Kragerø, n. 1868 - Oslo, † 1913)

## L(2)
- Thomas Ligotti, scrittore e saggista statunitense (Detroit, n. 1953)
- Thomas Lodge, scrittore e drammaturgo inglese (Londra - † 1625)

## M(5)
- Thomas Malory, scrittore inglese (Warwickshire - † 1471)
- Thomas Mayne Reid, scrittore irlandese (Ballyroney, n. 1818 - Londra, † 1883)
- Thomas Merton, scrittore e monaco cristiano statunitense (Prades, n. 1915 - Bangkok, † 1968)
- Thomas Mofolo, scrittore lesothiano (Khojane, n. 1876 - Teyateyaneng, † 1948)
- Thomas Mullen, scrittore statunitense (Providence, n. 1974)

## N(2)
- Thomas Newton, scrittore e biblista inglese (Lichfield, n. 1704 - Londra, † 1782)
- Thomas Norton, scrittore, avvocato e politico inglese (Londra, n. 1532 - Bedfordshire, † 1584)

## O(1)
- Thomas Owen, scrittore belga (Lovanio, n. 1910 - Bruxelles, † 2002)

## P(8)
- Thomas Nelson Page, scrittore, avvocato e diplomatico statunitense (Oakland, n. 1853 - Oakland, † 1922)
- Tom Parker Bowles, scrittore e conduttore radiofonico britannico (Londra, n. 1974)
- Thomas Love Peacock, scrittore e poeta inglese (Weymouth, n. 1785 - Lower Halliford, † 1866)
- Thomas Perry, scrittore e sceneggiatore statunitense (Tonawanda, n. 1947)
- Tom Piccirilli, scrittore statunitense (New York, n. 1965 - Loveland, † 2015)
- Thomas Platter, scrittore svizzero (Grächen, n. 1499 - Basilea, † 1582)
- Thomas Peckett Prest, scrittore, giornalista e musicista britannico (n. 1810 - † 1859)
- Thomas Pynchon, scrittore statunitense (Glen Cove, n. 1937)

## Q(1)
- Thomas de Quincey, scrittore, giornalista e traduttore britannico (Greenheys, n. 1785 - Edimburgo, † 1859)

## R(2)
- Tom Reamy, scrittore statunitense (Woodson, n. 1935 - Independence, † 1977)
- Thomas Rydahl, scrittore danese (Aarhus, n. 1974)

## S(3)
- Thomas Savage, scrittore statunitense (Salt Lake City, n. 1915 - Virginia Beach, † 2003)
- Thomas Stanley, scrittore e traduttore inglese (Rushden, n. 1625 - Londra, † 1678)
- Thomas Sigismund Stribling, scrittore statunitense (Clifton, n. 1881 - Florence, † 1965)

## T(2)
- Thomas Adolphus Trollope, scrittore inglese (Bloomsbury, n. 1810 - Clifton, † 1892)
- Thomas Troward, scrittore e filosofo britannico (n. 1847 - † 1916)

## U(1)
- Thomas Urquhart, scrittore scozzese (Cromarty, n. 1611 - Cromarty, † 1660)

## V(1)
- Thomas van Aalten, scrittore olandese (Huissen, n. 1978)

## W(4)
- Thomas Humphry Ward, scrittore e giornalista britannico (Kingston upon Hull, n. 1845 - † 1926)
- Thomas Warton, scrittore, poeta e storico inglese (Basingstoke, n. 1728 - Oxford, † 1790)
- Thomas Williams, scrittore statunitense (Duluth, n. 1926 - Dover, † 1990)
- Thomas Wolfe, scrittore e poeta statunitense (Asheville, n. 1900 - Baltimora, † 1938)